# Majskij (obwód omski)
Majskij (ros. Майский) – osiedle w Rosji, w obwodzie omskim, w rejonie moskaleńskim. W 2010 liczyło 252 mieszkańców.